# フィデア総合研究所
株式会社フィデア総合研究所（フィデアそうごうけんきゅうじょ）は、かつて存在した山形県山形市に本社を置く、フィデアホールディングス系列のシンクタンク。

## 概要
荘内銀行が創業120周年記念事業の一環として株式会社荘銀総合研究所として設立。 
山形県の金融機関が設立した唯一のシンクタンクとして2008年には、創業10周年を迎えた。
2010年7月1日、北都総研のシンクタンク業務を譲受の上、株式会社フィデア総合研究所へ改称した。
2019年10月1日、フィデア情報システムズに吸収合併され解散した。

## 事業内容
調査研究
会員制サービス
コンサルティング
出版・広報

## 事業所
- 秋田本部 秋田市中通三丁目1番41号 北都銀行本店新館3階→合併後、フィデア情報総研秋田事業所として、本社とは別立地とされた。
- 仙台支店 宮城県仙台市青葉区中央三丁目1番24号 フィデアHD本社内

## 刊行書籍
- 『地域経済の新生とリレーションシップバンキング : 荘内銀行による山形県での実践 』 金融財政事情研究会、2004年。ISBN 4322105106。
- 『平成35年地域経済の展望と地銀の針路―東北を起点に考察―』 きんざい、2014年。ISBN 432212402X。